# Lezioni sul Don Chisciotte
Lezioni sul Don Chisciotte è una raccolta di appunti per le lezioni tenute da Vladimir Nabokov all'Università del Kentucky nel 1951-1952 sul romanzo di Cervantes. La raccolta fu pubblicata postuma in inglese nel 1983, a cura di Fredson Bowers, con una postfazione di Guy Davenport.

## Sinossi
Nabokov inizia a chiedersi se sia più chisciottesco il mondo, coevo all'opera, farisaico e crudele di Filippo II, il cristianissimo re che brucia sul rogo gli eretici, o don Chisciotte, colpevole di non essere in sintonia con la sua epoca. È più reale il disincantato, intollerante mondo della Castiglia cinquecentesca o l'incantato cavaliere? Quanto a Dulcinea del Toboso, dopo averla ripulita da ogni incrostazione idealistica dell'Amor Cortese, la riporta a quello che realmente è, una grossolana contadina che un uomo folle forse, con uno spasmodico, allucinato bisogno d'amore, vede come la più bella, la più amabile delle donne. Lolita, nata tre anni dopo dalla penna di Nabokov, è la diretta discendente di Dulcinea.

## Capitoli
- Introduzione (Introduction)
- Due ritratti. Don Chisciotte e Sancho Panza (Two Portraits: Don Quixote and Sancho Panza)
- Questioni strutturali (Structural Matters)
- Crudeltà e mistificazione (Cruelty and Mystification)
- Il tema dei cronisti, Dulcinea e la morte (The Chroniclers Theme, Duclinea, and Death)
- Vittorie e sconfitte (Victories and Defeats)
- Narrazione e commento parte prima (1605) (Narrative and Commentary Part One)
- Narrazione e commento parte seconda (1615) (Narrative and Commentary Part Two)
- Appendice (Appendix: Sample Passages from Romances of Chivalry

## Edizioni italiane
- Lezioni sul Don Chisciotte. Uno straordinario e puntuale commento al primo grande romanzo moderno, traduzione di Edoardo Albinati, Collana Saggi blu, Milano, Garzanti, marzo 1989,  p. 276, ISBN 978-88-11-59964-7.
- Lezioni sul «Don Chisciotte», traduzione di Enrico Terrinoni, a cura di Luigi Giuliani, Collana Biblioteca n.774, Milano, Adelphi, 2025, ISBN 978-88-459-3983-9.